# 上毛かるたせんべい
上毛かるたせんべい（じょうもうかるたせんべい）は、上毛かるたの絵柄がプリントされたせんべい。

## 概要
上毛かるたせんべいは群馬県桐生市出身で東京都内でコピーライターとして働いていた星野智昭が2015年（平成27年）末にUターン移住したのを機に桐生市や群馬県を広めるための新しい土産物として考案した。表面には上毛かるたの絵札がプリントされ裏面にはその読み札がプリントされている。絵柄は前橋市出身のデザイナーが上毛かるたの絵札を再構成してリデザイン。地元の黒保根産コシヒカリ「くろほの雫」を原料に老舗せんべい店に生産委託。2016年（平成28年）秋に「き」「つ」「え」「に」の4種類で発売された。2017年（平成29年）9月に「ふ」「い」「く」「ら」「よ」の5種類が追加発売された。
商品は3枚1袋で販売され絵札・読み札とその札に関する説明が書かれたしおり付き。しおりの紐には群馬県産のきびそ（カイコが繭を作る時に最初に出す糸）が使用されている。

## 沿革
- 2016年（平成28年）-「き」「つ」「え」「に」の4種類で発売[2]
- 2017年（平成29年）-「ふ」「い」「く」「ら」「よ」の5種類を追加発売[4]

## 製品
- 「き」-桐生は日本の機どころ[6]
- 「つ」-つる舞う形の群馬県[6]
- 「え」-縁起だるまの少林山[6]
- 「に」-日本で最初の富岡製糸[6]
- 「ら」-雷と空風義理人情[6][4]
- 「よ」-世のちり洗う四万温泉[6][4]
- 「く」-草津よいとこ薬の温泉（いでゆ）[6][4]
- 「ふ」-分福茶釜の茂林寺[6][4]
- 「い」-伊香保温泉日本の名湯[6][4]